# Erlabronn
Erlabronn (fränkisch: Älabrunn) ist ein Gemeindeteil der Stadt Scheinfeld im Landkreis Neustadt an der Aisch-Bad Windsheim (Mittelfranken, Bayern). Die Gemarkung Erlabronn hat eine Fläche von 2,940 km². Sie ist in 249 Flurstücke aufgeteilt, die eine durchschnittliche Fläche von 11805,80 m² haben.

## Geographische Lage
Das Kirchdorf liegt etwa vier Kilometer nördlich von Scheinfeld am Südwestabfall des Steigerwaldes. Im Norden wird es vom Hutzelsberg begrenzt. Der Banggraben, ein linker Zufluss der Scheine, entspringt aus mehreren nahegelegenen Quellen und durchfließt den Ort in südwestlicher Richtung. Die Kreisstraße NEA 25 führt nach Oberscheinfeld zur Staatsstraße 2257 (2,7 km westlich) bzw. nach Zeisenbronn (0,9 km südlich).
Erlabronn zählt zur Gattung der Haufendörfer. Die Gebäude gruppieren sich um einen Dorfplatz mit Dorflinde, an dem auch die katholische Barockkirche Heilig Kreuz mit Friedhof und das ehemalige Schulhaus stehen. Die Gebäude in Erlabronn sind mehrheitlich einfache Fachwerkhäuser aus dem 19. Jahrhundert. Viele von ihnen sind jedoch verputzt. Mittlerweile gibt es drei Wohnhaus-Neubauten.

## Geschichte
Der Ort wurde im 11. Jahrhundert im Villikationsurbar des Benediktinerinnenklosters Kitzingen als „Erlinbrunnan“ erstmals erwähnt. Der Ortsname bedeutet ‚Zur Quelle bei Erlen‘. Bis zum Dreißigjährigen Krieg waren die Ritter von Wenkheim Lehensherren in Erlabronn.
Im Jahre 1806 kam Erlabronn zum Königreich Bayern. Im Rahmen des Gemeindeedikts (frühes 19. Jahrhundert) wurde Erlabronn dem Steuerdistrikt Schnodsenbach zugeordnet. Wenig später entstand die Ruralgemeinde Erlabronn, zu der Wasenmeisterei gehörte. Sie unterstand in Verwaltung und Gerichtsbarkeit dem Landgericht Markt Bibart und in der Finanzverwaltung zunächst dem Rentamt Scheinfeld, nach dessen Auflösung im Jahr 1818 dem Rentamt Iphofen. 1852 kam Erlabronn an das Landgericht Scheinfeld. Für die Verwaltung war ab 1862 das Bezirksamt Scheinfeld  (1939 in Landkreis Scheinfeld umbenannt) und für die Finanzverwaltung ab 1879 das Rentamt Markt Bibart zuständig (1919–1929: Finanzamt Markt Bibart, 1929–1972: Finanzamt Neustadt an der Aisch, seit 1972: Finanzamt Uffenheim). Die Gerichtsbarkeit blieb beim Landgericht Scheinfeld, mit dessen Auflösung kam sie 1879 an das Amtsgericht Scheinfeld. Die Gemeinde Erlabronn hatte 1964 eine Gebietsfläche von 2,920 km². Am 1. Januar 1972 wurde Erlabronn im Zuge der Gebietsreform in Bayern nach Scheinfeld eingemeindet.

### Baudenkmäler

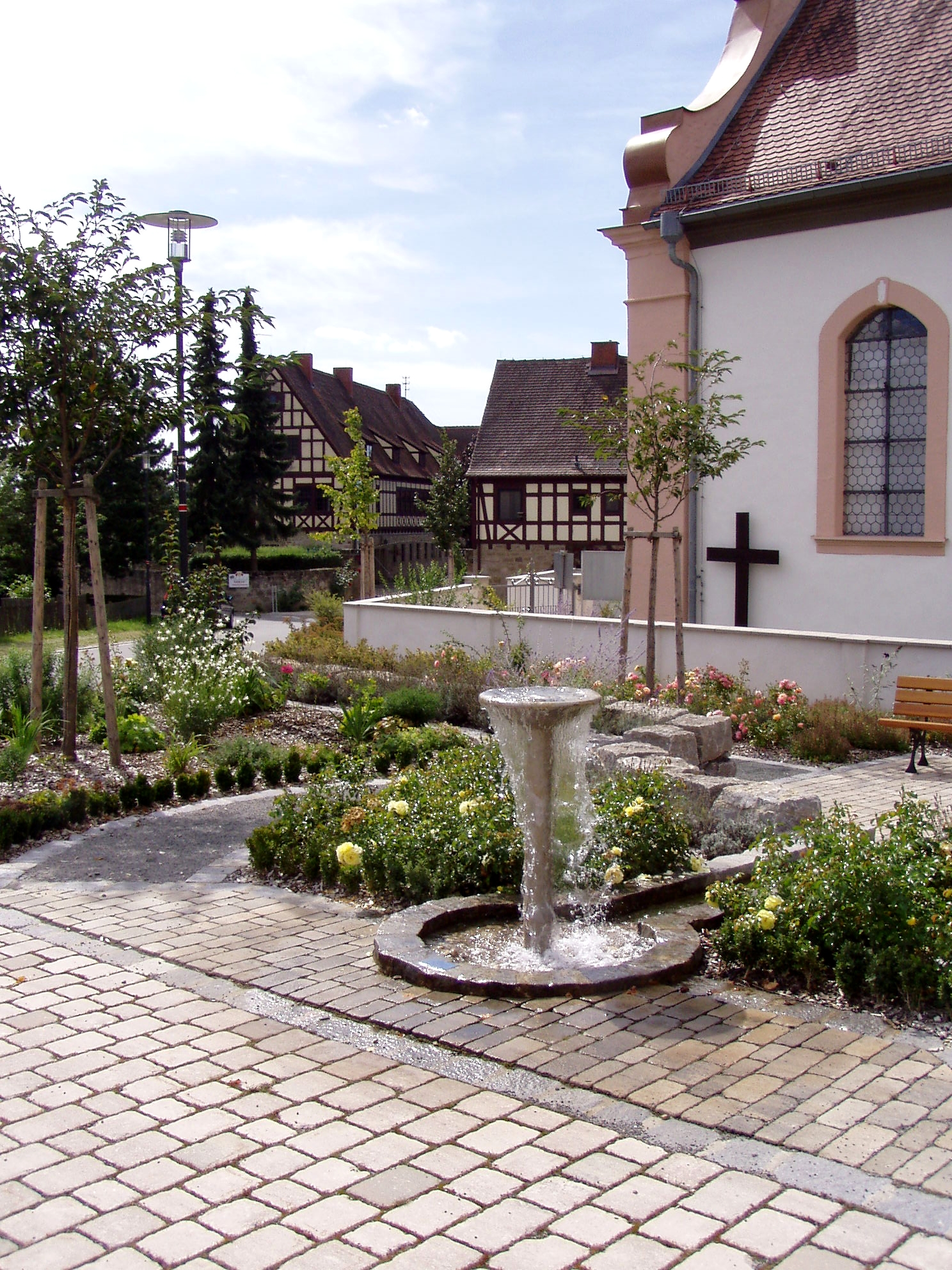
Der Dorfplatz von Erlabronn

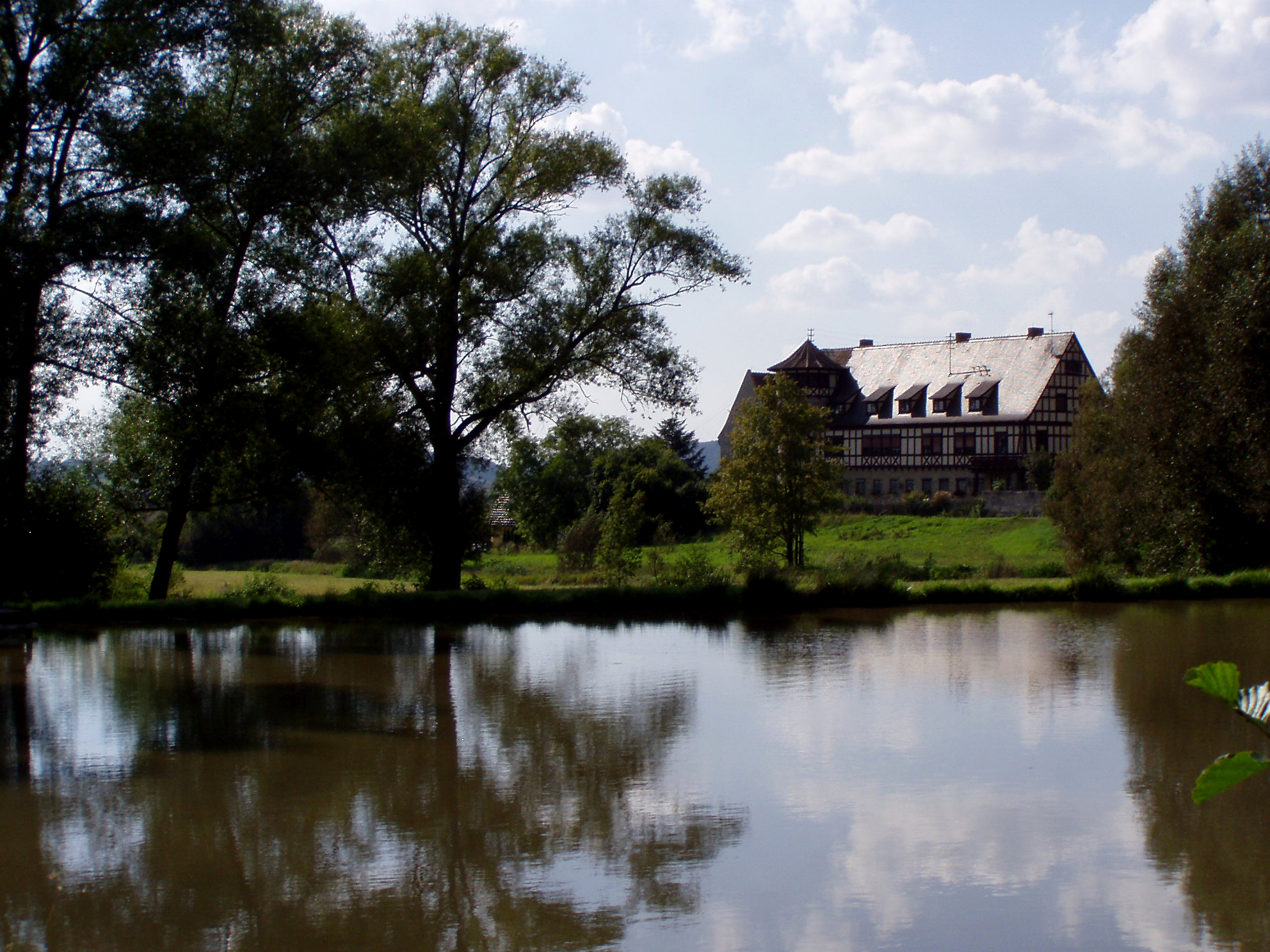
Der Gutshof in Erlabronn

In Erlabronn gibt es drei Baudenkmäler:
- Haus Nr. 37: Gut Erlabronn
- Haus Nr. 38: katholische Filialkirche Heilig Kreuz
- Bildstock

ehemalige Baudenkmäler
- Haus Nr. 12: eingeschossiges verputztes Wohnstallhaus mit Giebel zur Straße; unterkellert; Bruchsteinmauerwerk; drei zu vier Achsen; im Türsturz bezeichnet „J. A. 1814 Ragati“; über der Tür stehende Aufzugsgaupe; an der Giebelsohle, über drei kleinen Kreismedaillons, Blattgirlande, aus Stuck; im Mittelmedaillon weibliche Büste[14]
- Haus Nr. 18: erdgeschossiges verputztes Bauernhaus von fünf zu drei Achsen mit Satteldach; im Türsturz an der Traufseite zur Straße bezeichnet „G A / 1834“[14]
- Haus Nr. 19: erdgeschossig verputztes Wohnstallhaus von fünf zu zwei Achsen; zweigeschossiger Fachwerkgiebel, Ende des 18. Jahrhunderts, mit K-Streben; im Giebeldreieck Rautengitter; steiles Satteldach; über dem Wohnteil Fledermausgaupe[14]
- Haus Nr. 28: erdgeschossiges Wohnstallhaus mit Traufseite zur Straße; massiver Kellersockel; freigelegtes Fachwerk mit wandhohen Streben; zweigeschossiger Giebel; erbaut erste Hälfte des 19. Jahrhunderts[14]
- Haus Nr. 37 (?): unbewohnt; erdgeschossiges verputztes Wohnstallhaus mit Giebel zur Straße; verputzter Quaderbau mit geknickten steinsichtigen Eckpilastern, zwei zu fünf Achsen; im Sockel Keller; Hopfengaupe; im Türsturz unter dem Oberlicht bezeichnet „A. R. 1845“[14]

### Bodendenkmäler
In der Gemarkung Erlabronn gibt es zwei Bodendenkmäler.

### Einwohnerentwicklung
| Jahr      | 1818  | 1840   | 1852   | 1855   | 1861   | 1867   | 1871   | 1875   | 1880   | 1885   | 1890   | 1895   | 1900   | 1905   | 1910   | 1919   | 1925   | 1933   | 1939   | 1946   | 1950   | 1952   | 1961   | 1970   | 1987   | 2007 |
| Einwohner | 192   | 256    | 226    | 240    | 259    | 266    | 239    | 251    | 275    | 255    | 245    | 219    | 213    | 223    | 196    | 184    | 202    | 182    | 159    | 228    | 204    | 175    | 153    | 125    | 82     | 80   |
| Häuser    | 45    | 36     |        |        |        |        | 46     |        |        | 38     | 46     |        | 45     |        |        |        | 45     |        |        |        | 37     |        | 38     |        | 32     |      |
| Quelle    | [ 9 ] | [ 16 ] | [ 17 ] | [ 17 ] | [ 18 ] | [ 19 ] | [ 20 ] | [ 21 ] | [ 22 ] | [ 23 ] | [ 24 ] | [ 17 ] | [ 25 ] | [ 17 ] | [ 26 ] | [ 17 ] | [ 27 ] | [ 17 ] | [ 17 ] | [ 17 ] | [ 28 ] | [ 17 ] | [ 10 ] | [ 29 ] | [ 30 ] |      |

## Religion
Erlabronn ist römisch-katholisch geprägt und nach St. Gallus (Oberscheinfeld) gepfarrt.

## Landwirtschaft
Anfang des 20. Jahrhunderts wurde in fast jedem Haus Vieh gehalten und es gab viele hauptberufliche Landwirte. Seit den 1950er Jahren ging die Viehhaltung immer weiter zurück. Heute wird die Landwirtschaft, inzwischen nurmehr Ackerbau, vollständig im Nebenerwerb betrieben.

## Vereinsleben
In Erlabronn gibt es zwei eingetragene Vereine:
- Seit 1975 existiert der Gesellige Verein Erlabronn und Umgebung (GVE). Zwei wiederkehrende, vom GVE organisierte Veranstaltungen sind die Wanderung zum Spanferkelessen am 1. Mai jeden Jahres und die Erlabronner Kirchweih im September.
- Seit 2010 gibt es den Feuerwehrverein Erlabronn. Bis 2020 fand jährlich ein Fest des Vereins statt, u. a. das Sonnwendfeuer, das Weiherfest und der Weihnachtsmarkt. Die Einnahmen aus Festen und Veranstaltungen wurden zum Erhalt des Dorfes eingesetzt. Mit der Corona-Pandemie 2020 wurde der Festbetrieb jedoch gänzlich eingestellt und nicht wieder aufgenommen.